# NGC 4291
NGC 4291 este o galaxie eliptică situată în constelația Dragonul. A fost descoperită în 10 decembrie 1797 de către William Herschel. Se află la o distanță de 26,3 de megaparseci de Pământ.